# Barbara Breit
Barbara Nicolette Breit (New York, 30 dicembre 1937 – Madison, 20 luglio 2022) è stata una tennista statunitense.

## Carriera
Ha avuto un periodo agonistico molto ridotto ma nonostante ciò nel 1955 è stata classificata alla 6ª posizione mondiale, il risultato che ha maggiormente contribuito è stata la semifinale degli U.S. National Championships 1955. Nel torneo statunitense si è presentata ancora diciassettenne ma forte dell'ottava testa di serie e ha sconfitto nei quarti di finale la più quotata Beverly Baker Fleitz, fresca vincitrice del Roland Garros, per poi arrendersi alla britannica Patricia Ward. Nella stessa stagione ha raggiunto la finale del Tri-State Championships dove è stata sconfitta dalla sedicenne Mimi Arnold.